# Alauddin Muhammad Da'ud Syah II
 (mars 2025).
La mise en forme du texte ne suit pas les recommandations de Wikipédia : il faut le « wikifier ».
Les points d'amélioration suivants sont les cas les plus fréquents. Le détail des points à revoir est peut-être précisé sur la page de discussion.
- Les titres sont pré-formatés par le logiciel. Ils ne sont ni en capitales, ni en gras.
- Le texte ne doit pas être écrit en capitales (les noms de famille non plus), ni en gras, ni en italique, ni en « petit »…
- Le gras n'est utilisé que pour surligner le titre de l'article dans l'introduction, une seule fois.
- L'italique est rarement utilisé : mots en langue étrangère, titres d'œuvres, noms de bateaux, etc.
- Les citations ne sont pas en italique mais en corps de texte normal. Elles sont entourées par des guillemets français : « et ».
- Les listes à puces sont à éviter, des paragraphes rédigés étant largement préférés. Les tableaux sont à réserver à la présentation de données structurées (résultats, etc.).
- Les appels de note de bas de page (petits chiffres en exposant, introduits par l'outil «  Source ») sont à placer entre la fin de phrase et le point final[comme ça].
- Les liens internes (vers d'autres articles de Wikipédia) sont à choisir avec parcimonie. Créez des liens vers des articles approfondissant le sujet. Les termes génériques sans rapport avec le sujet sont à éviter, ainsi que les répétitions de liens vers un même terme.
- Les liens externes sont à placer uniquement dans une section « Liens externes », à la fin de l'article. Ces liens sont à choisir avec parcimonie suivant les règles définies. Si un lien sert de source à l'article, son insertion dans le texte est à faire par les notes de bas de page.
- La présentation des références doit suivre les conventions bibliographiques. Il est recommandé d'utiliser les modèles {{Ouvrage}}, {{Chapitre}}, {{Article}}, {{Lien web}} et/ou {{Bibliographie}}. Le mode d'édition visuel peut mettre en forme automatiquement les références.
- Insérer une infobox (cadre d'informations à droite) n'est pas obligatoire pour parachever la mise en page.

Pour une aide détaillée, merci de consulter Aide:Wikification.
Si vous pensez que ces points ont été résolus, vous pouvez retirer ce bandeau et améliorer la mise en forme d'un autre article.
 (mars 2025).
Le sultan Alauddin Muhammad Da'ud Syah II (1864 – 6 février 1939) est le trente-cinquième et dernier sultan d'Aceh, dans le nord de Sumatra. Il régne de 1874 à 1903 lorsque son sultanat est conquit et intégré aux Indes orientales néerlandaises.

## Invasion coloniale
Tuanku Muhammad Da'ud est le fils de Tuanku Zainul Abidin et le petit-fils du sultan Alauddin Ibrahim Mansur Syah. À la mort de son père et de son grand-père en 1870, le trône revient à Alauddin Mahmud Syah II.
La région est alors marqué par un forte expansion coloniale. Craignant l'ingérence d'une puissance étrangère dans le nord de Sumatra, les Néerlandais cherchent à annexer le sultanat d'Aceh, jusque-là indépendant, ce qui conduit au déclenchement de la guerre d'Aceh le 26 mars 1873.
Lors de la seconde expédition d'Aceh en 1873-1874, la capitale Kutaraja (aujourd'hui Banda Aceh) est occupée par les troupes coloniales. Alauddin Mahmud Syah est évacué par ses partisans mais meurt du choléra le 28 janvier 1874. Trois jours plus tard, le général Jan van Swieten, commandant des forces néerlandaises, déclare l'intégration d'Aceh aux Indes orientales néerlandaises. Cependant, les Néerlandais se heurtent immédiatement à une résistance de la part de l’ensemble de la société achinaise.

## Leader symbolique de la résistance

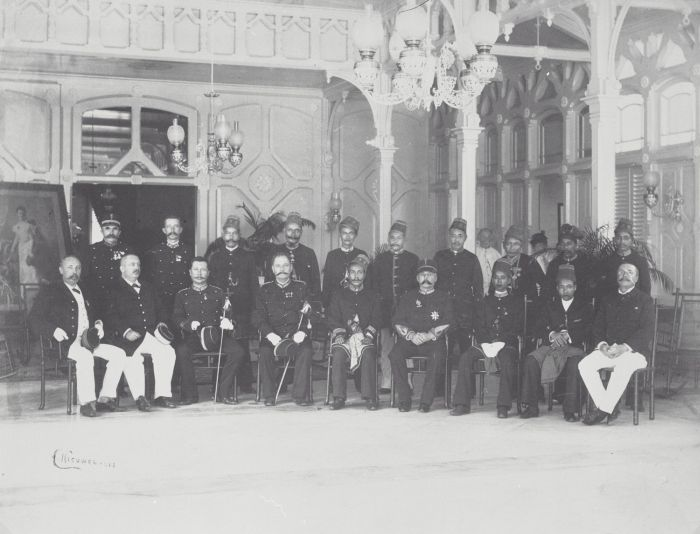
Sultan Muhammad Daud Syah après sa soumission à Banda Aceh, le 20 janvier 1903

Après la mort d'Alauddin Mahmud Syah, le gouvernement en exil du sultanat est dirigé par Tuanku Hasyim et Sri Setia Ulama, descendants de sultans antérieurs, maisqui ne sont pas prétendants au trône. Dans leur communication avec les oulémas et les uleëbalangs (chefs), ils ont fortement fait appel au devoir religieux de combattre les Hollandais « infidèles », combiné à un patriotisme achinais émergent. Conformément aux lois coutumières, Tuanku Muhammad Da'ud est désigné sultan le 4 mars 1875. Il prend comme nom de règne Alauddin Muhammad Da'ud Syah Johan Berdaulat.
Le couronnement a lieu dans la mosquée de Lam Teungoh à Aneuk Galong. Ce fut une étape importante car elle tendait à montrer que le sultanat d'Aceh disposait toujours d’un gouvernement central. Tuanku Hasyim agit comme mangkubumi (régent) pour le jeune sultan qui élit domicile à Kota Dalam (Keumala Dalam) dans la région de Pidië. Il est finalement déclaré majeur en 1883. Sa principale épouse est Tengku Gambang Gading, fille de son parent Tuanku Abdulmajid ; il est également marié à Pocut Manyak Cot Murong et Tengku Jam Manikam.

## Suite de la guerre

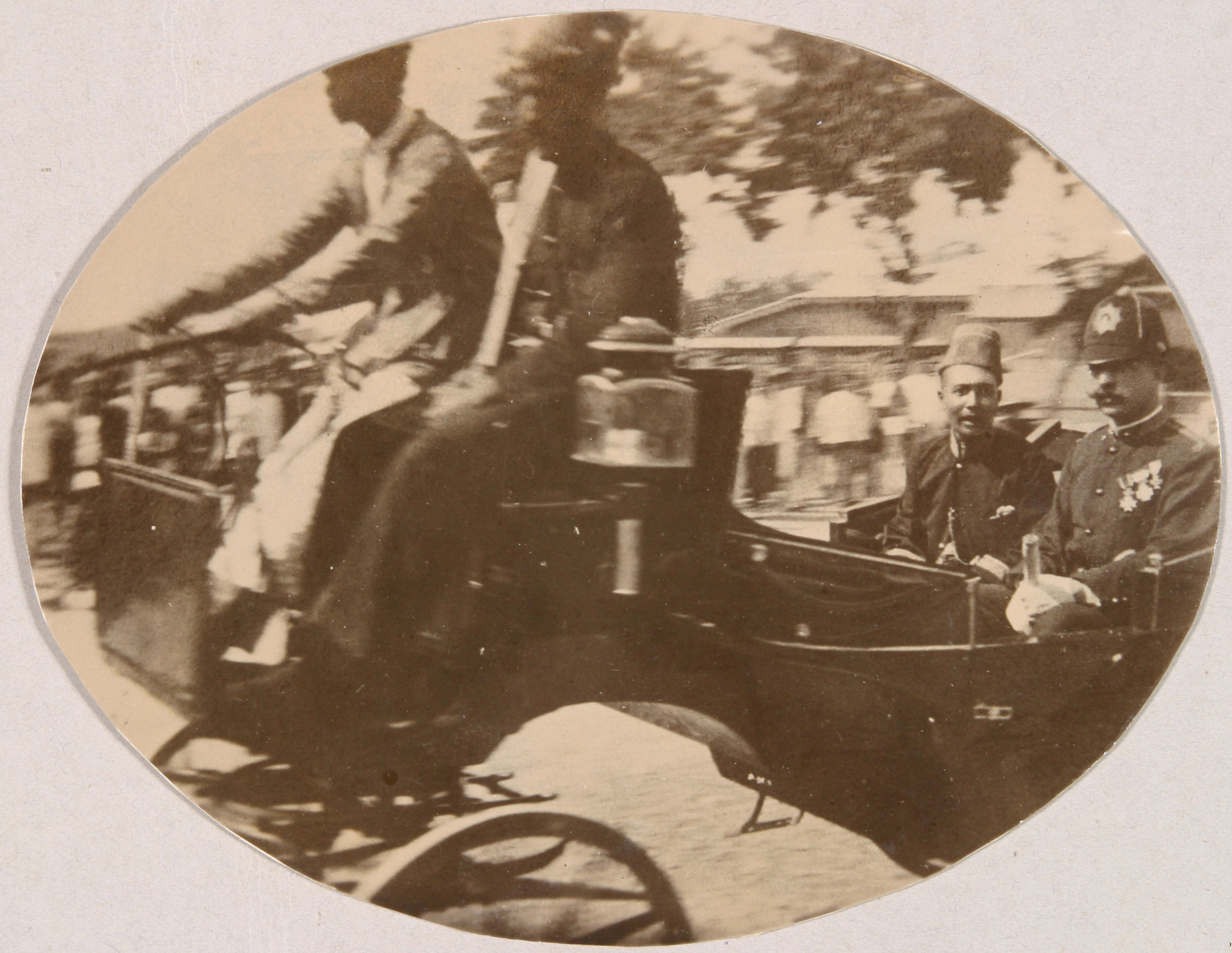
Le sultan Muhammad Daud Syah accompagné du major K. van der Maaten en route vers le gouverneur de Kutaraja pour sa soumission au gouvernement néerlandais.

Pendant de longues périodes, la zone occupée par les Hollandais était limitée à 20 kilomètres carrés autour de Kutaraja. Cette présence néerlandaise permet à l'élite achinaise de s'unir derrière un ennemi commun.
Parmi les combattants de la résistance les plus importants se trouve Teungku Chik di Tiro, qui gagne la confiance du sultan et reçoit un sceau royal. A sa mort en 1891, les attaques des Achinais contre les positions néerlandaises diminuèrent.
Dans les années 1890, les Hollandais ont essayé deux méthodes pour briser la résistance : en cooptant les dirigeants locaux ou en appliquant de nouvelles tactiques antiguérilla. Ces stratégies ont progressivement porté leurs fruits et le sultan a dû s'éloigner de sa capitale vers la côte nord-ouest d'Aceh pour éviter d'être capturés.

## Rôle du sultan

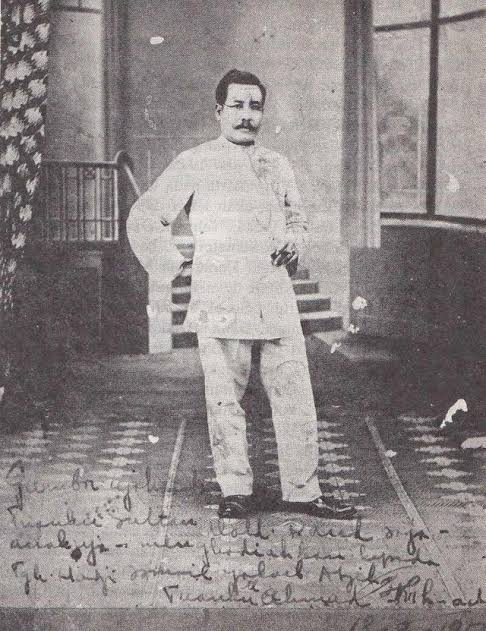
Muhammad Daud Syah dans Meester Cornelis, avant 1939.

Le rôle personnel d’Alauddin Muhammad Da’ud Syah dans la lutte est question à débat. Le célèbre érudit néerlandais Christiaan Snouck Hurgronje le considère comme une personne sans importance, sans grande influence sur la conduite et l'issue de la guerre : « Le jeune sultan, sortant progressivement de l'enfance, montra bientôt qu'il aspirait à autre chose que de partager les bonheurs et les malheurs de son pays en tant que chef de file de la lutte contre les Gompeuni [les Hollandais]. Fidèle aux traditions de sa maison, il cherchait et cherche encore des divertissements dans l'amour, légitime ou illicite, la boisson, le violon, les combats d'animaux, les jeux de hasard et la chasse à l'éléphant et au cerf. » 
Les études ultérieures, en revanche, ont adopté une vision plus positive de sa contribution. Le sultan est décrit comme un homme joyeux et beau, avec un comportement royal envers ses chefs, tout en étant poli et attentionné envers les personnes avec lesquelles il entrait en contact.
Il a fait appel à la Russie pour qu'elle accorde au sultanat le statut de protectorat et l'aide à repousser la Compagnie néerlandaise des Indes orientales. La demande du sultan fut rejetée et Aceh fut finalement conquise par les Hollandais[réf. nécessaire].
À sa cour, il gardait quelques déserteurs hollandais et indonésiens de l'armée coloniale, à qui il confiait des missions et qui enseignaient même au sultan quelques chansons hollandaises. C'est toujours son parent éloigné Tuanku Hasyim qui exerçait la majeure partie du pouvoir à la cour alors qu'il était vice-roi. Tant que Tuanku Hasyim était en vie, il n’était pas question de se rendre aux troupes coloniales. Le cousin et beau-père du sultan, Tuanku Abdulmajid, se rendit aux Hollandais en 1887, mais cela n'eut aucun effet sur le dévouement du sultan et du vice-roi. Le célèbre combattant de la résistance Teuku Umar fut nommé commandant de la mer ( amirul bahri ) de la côte ouest par le sultan, mais conclut un accord avec les Hollandais en 1893 et commença à combattre activement les troupes d'Aceh. Le sultan envoya une lettre à Teuku Umar l'accusant d'apostasie. Ceci, ainsi que d'autres facteurs tels que l'influence de sa femme Cut Nyak Dhien, a poussé Teuku Umar à revenir au parti du sultan après un court moment.

## Capitulation
Tuanku Hasyim est mort en 1897 et Teuku Umar a été tué en 1899. La même année, le général JB van Heutsz attaqua Pidië et force de nombreux dirigeants à se rendre. Après une défaite sanglante à Batei Ilie en 1901, le sultan et Panglima Polem s'enfuirent vers les hauts plateaux Gayo où les troupes hollandaises n'avaient pas encore mis le pied. Van Heutsz envoya à leur poursuite l'impitoyable major Van Daalen avec un corps de Maréchaussée. Ils ne parvinrent cependant pas à capturer le sultan.
En 1902, l'officier de l'armée néerlandaise Hans Christoffel réussit à capturer l'épouse principale du sultan, suivie un mois plus tard par sa seconde épouse Cot Murong et l'un de ses fils. Alauddin Muhammad Da'ud Syah reçoit un ultimatum : s'il ne se rend pas dans un délai d'un mois, sa famille sera exilée d'Aceh. Le sultan finit par céder. Il demande aux autorités néerlandaises s'il serait exilé s'il se rendait. Cela a posé un dilemme à Van Heutsz qui avait auparavant convenu avec son principal conseiller politique, Christiaan Snouck Hurgronje, que le sultan devait être ignoré et qu'en conséquence aucune négociation ne devait avoir lieu avec lui. Van Heutsz donna néanmoins une réponse à contrecœur à la question du sultan : "Eh bien, bon sang, que dois-je maintenant répondre à cela ?". Après avoir ordonné à ses principaux chefs de continuer le combat, le sultan se rend aux Hollandais dans la forêt de Merasa Ië Leubeuë le 10 janvier 1903 et est emmené à Kutaraja. Van Heutsz organise une cérémonie de reddition très médiatisée où une photo grandeur nature de la reine Wilhelmine est exposée dans la salle. Panglima Polem a suivi son exemple en septembre de la même année. Snouck Hurgronje était furieux contre Van Heutsz pour avoir ignoré ses conseils. Cependant, ces deux redditions brisèrent une grande partie de la résistance restante, bien que la guerre d'Aceh ait continué à une échelle moindre jusqu'en 1910-1912 environ.
Les Hollandais fournirent au sultan une maison  et une allocation mensuelle de 1 200 florins.
En 1907, il est révélé que le sultan a secrètement aidé à planifier des attaques contre les positions néerlandaises. Les autorités coloniales décident alors de l'exiler à Java puis sur à Amboine. En 1918, il est autorisé à s'installer à Meester Cornelis ( Jatinegara) à Batavia. L'ex-sultan y décède le 6 février 1939 et est enterré à Rawamangun. Il laisse un fils, Tuanku Raja Ibrahim, qui meurt en 1982.